# Lady Jane Grey preparándose para la ejecución
Lady Jane Grey preparándose para la ejecución (Lady Jane Grey Preparing for Execution) es una pintura al óleo de 1835 obra de George Whiting Flagg exhibida en el Henry Luce III Center for the Study of American Culture (Nueva York). Esta obra, la cual sentó las bases para la futura fama del pintor, cayó posteriormente en el olvido como consecuencia del declive de la pintura histórica en el arte americano.

## Composición
Originalmente, Flagg tenía pensado representar a María Estuardo, reina de los escoceses, si bien decidió cambiarla por Lady Jane Grey a mitad del proceso de elaboración de la pintura. En una carta dirigida a Lumen Reed el 16 de junio de 1834, Flagg escribió:

He cambiado el nombre de mi cuadro a Lady Jane Grey. Encuentro que María era demasiado vieja al momento de su ejecución como para hacer un cuadro interesante.

Una heroica Lady Jane, mártir protestante, vestida de púrpura real, cabeza erguida, es vendada por los verdugos para la ejecución. Destaca la ausencia de crucifijos, rosarios, medallas y otros símbolos de carácter "papal", plasmando la diferencia entre la vida católica y la vida protestante.
La obra muestra a Lady Jane siendo vendada aparentemente en un interior, si bien en realidad la ejecución tuvo lugar fuera de la Capilla Real de San Pedro ad Vincula, habiendo sido vendada probablemente tras ser conducida al cadalso.